# 玉山卫矛
玉山卫矛（学名：Euonymus morrisonensis）是卫矛科卫矛属的植物，是台灣的特有植物。分布在台灣本島，目前尚未由人工引种栽培。